# Gliwice-kanaal

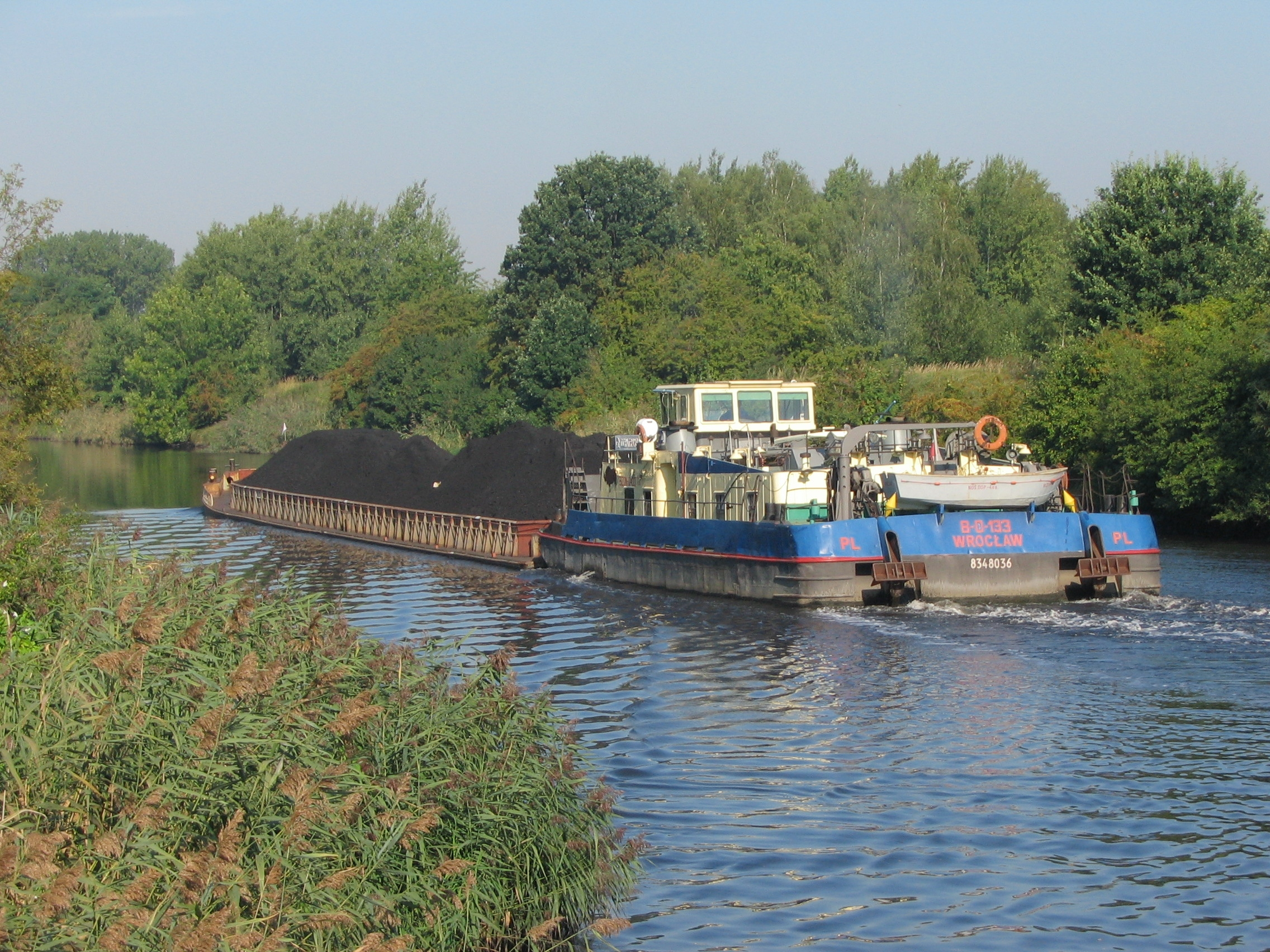
Schip op het Gliwice-kanaal

Het Gliwice-kanaal is een kanaal dat de stad Gliwice in de Poolse industrieregio Opper-Silezië verbindt met de Oder. Het is ook bekend als het Opper-Silezisch kanaal (Kanał Górnośląski, Oberschlesischer Kanal), en werd gegraven van 1935 tot 1939 ter vervanging van het oude Kłodnicki kanaal.

## Technische kenmerken
Het kanaal loopt van Kędzierzyn-Koźle aan de Oder tot de haven van Gliwice en is ongeveer 41,6 km lang, 38 meter breed en heeft een maximale diepgang van 3,5m. Het hoogteverschil van 43,6 m wordt overwonnen door 6 sluizen. Het kanaal is open voor de scheepvaart van 15 maart tot 15 december. Het kanaal wordt gevoed door water uit de Kłodnica rivier en enkele meren en waterreservoirs.
Sluizen:
1. Łabędy Gliwice
2. Dzierżno Pyskowice
3. Rudziniec
4. Sławięcice Kędzierzyn-Koźle
5. Nowa Wieś Kędzierzyn-Koźle
6. Kłodnica Kędzierzyn-Koźle

## Geschiedenis
Het kanaal werd midden jaren dertig gebouwd ter vervanging van het oude Kłodnicki kanaal toen de provincie Opper-Silezië nog deel uitmaakte van Duitsland. Eerder dan het oude kanaal, dat in 1937 gesloten werd, te moderniseren, besloot het naziregime tot de aanleg van een nieuw kanaal dat bekend werd als het Gleiwitzer Kanal. Op 8 december 1939 werd het tijdens de openingsceremonie door Rudolf Hess herbenoemd tot Adolf Hitler kanaal. Na de Tweede Wereldoorlog kwam het kanaal net als de provincie Opper-Silezië aan Polen toe.